# Xarifia capillata
Xarifia capillata is een eenoogkreeftjessoort uit de familie van de Xarifiidae. De wetenschappelijke naam van de soort is voor het eerst geldig gepubliceerd in 2011 door Cheng, Ho & Dai.